# Лугунци (Грчка)
Лугунци (грч. Λαγκαδιά, Лангадија) је насељено место у општини Меглен у периферији Средишња Македонија, Грчка. Према попису из 2021. године било је 69 становника.
Према бугарском географу и историчару, Василу Канчову, у Лугунцима је 1900. године живело 700 Мегленских Влаха. Током Првог светског рата село је доста страдало, бугарске војне власти су преселиле становништво у Бугарску, јер је ту била линија Солунског фронта. После рата део њих се вратио и обновио село. Године 1925. иселило се у Румунију 70 породица која су смештене у селима Добруџе а на њихово место се населило неколико грчких избегличких породица из Турске. За време Грчког грађанског рата село је поново страдало када је већи део становништва избегао у Југославију (СР Македонија). На попису из 1961. године Лугунци су имали 135 становника.